# Embaixada da Colômbia em Brasília
A Embaixada da Colômbia em Brasília é a principal representação diplomática colombiana no Brasil. O atual embaixador é Darío Montoya Mejía.
Está localizada na Avenida das Nações, na quadra SES 803, Lote 10, no Setor de Embaixadas Sul, na Asa Sul.

## História
A embaixada colombiana foi construída entre 1979 e 1981, com o projeto dos prédios sendo feito por César Barney Caldas, arquiteto nascido na Colômbia que morava na cidade a anos e participou de projetos e concursos de diversas outras representações estrangeiras na cidade, com as embaixadas da Alemanha, Chile, Argentina, Peru, Espanha, Egito, África do Sul e Grécia. A Colômbia repassou para ele um programa detalhado dos cômodos e das áreas, seguido a risca.
O conjunto tem cerca de 2100 metros quadrados, sendo formado pela residência do embaixador e por dois blocos da chancelaria, separados por um átrio com um espelho d’água. O átrio entre os prédios da chancelaria tem um totem pré-colombiano, trazido do parque San Agustín, em Huila. Os desenhos esculpidos no totem representam as divindades que os povos nativos adoravam antes da chegada dos invasores espanhóis.
O estilo dos prédios é brutalista, com concreto aparente, linhas mais retas e características funcionais, passando sensação de sobriedade. Eles foram orientados para aproveitar a vista do Lago Paranoá, evitando o sol do fim de tarde. O arquiteto tomou o cuidado de separar a residência da chancelaria, permitindo independência e garantindo privacidade a família do embaixador, estando separados do público que precisa usar os serviços da embaixada. A residência conta com diversas salas de estar e ambientes amplos e integrados com o lado de fora. O interior conta com móveis de madeira e acabamentos em mármore, com predomínio de cores claras. Um segundo espelho d'água, cercado de palmeiras, garante conforto térmico para a casa diante do clima seco do Cerrado.
A inauguração, em 1981, teve a presença dos então presidentes da Colômbia e do Brasil, Julio Turbay Ayala e João Batista Figueiredo, além do embaixador colombiano na época, German Rodrigues Fonnegra.

## Serviços
A embaixada realiza os serviços protocolares das representações estrangeiras, como o auxílio aos colombianos que moram no Brasil e aos visitantes vindos da Colômbia e também para os brasileiros que desejam visitar ou se mudar para o país vizinho. Outras ações que passam pela embaixada são as relações diplomáticas com o governo brasileiro nas áreas política, econômica, cultural e científica. Brasil e Colômbia compartilham mais de 1600 quilômetros de fronteiras terrestres, e tem acordos de cooperação militar e comercial.
Além da embaixada, a Colômbia conta com mais dois consulados gerais em São Paulo e em Manaus, um consulado em Curitiba e mais um consulado honorário em Tabatinga. A embaixada em Brasília presta os serviços consulares também para alguns países africanos, com o embaixador sendo acreditado para Angola, Benim, Camarões, Congo, Gabão, Gana e Libéria.